# Марс експрес
Марс експрес (енгл. Mars Express) је свемирски брод који је лансирала Европска свемирска агенција. Мисија је послата да истражи Марс, и то је прва мисија ка другој планету коју је покушала ЕСА. „Експрес“ у називу се првобитно односило на брзину и ефикасност са којом је летелица дизајнирана и израђена. Међутим, „Експрес“ се такође односи на релативно кратак међупланетарни пут летелице; то је резултат лансирања у тренутку када су орбите Земље и Марса биле најближе у последњих 60.000 година.
Марс експрес мисија се састоји из два дела, Марс експрес орбитера и Бигл 2 лендера који је дизајниран да изврши астробиолошка и геохемијска истраживања. Иако лендер није успео да се успешно спусти на површину планете, орбитер је успешно ушао у орбиту и врши научна истраживања од почетка 2004. године до данас. Та истраживања укључују фотографисање камером високе резолуције, минеролошко мапирање површине, коришћење радара за прикупљање података о структури тла испод површине, тачно одређивање атмосферских кретања и њеног састава, и проучавање интеракције између атмосфере планета и међупланетарног материјала.
Неки од инструмената на орбитеру, укључујући систем камера и неке спектрометре, користе дизајн неуспеле руске мисије Марс 96 (европске земље су обезбедиле већину инструмената и финансија за ту мисију). Основни дизајн летелице се базира на Розета мисији за чији је развој уложено много средстава. Исти дизајн је употребљен и за летелицу Венера експрес да би се повећала поузданост и смањили трошкови.